# Hypercompe mus
Hypercompe mus là một loài bướm đêm thuộc phân họ Arctiinae, họ Erebidae. Nó sống ở Paraguay và Brazil.